# Nikolái Kuznetsov (ciclista ruso)
Nikolái Alexandróvich Kuznetsov (en ruso: Николай Александрович Кузнецов; Leningrado, 20 de julio de 1973) es un deportista ruso que compitió en ciclismo en las modalidades de pista, especialista en la prueba de persecución por equipos, y ruta. Es hermano de la tenista Svetlana Kuznetsova.
Participó en dos Juegos Olímpicos de Verano, en los años 1992 y Atlanta 1996, obteniendo una medalla de plata en Atlanta 1996 en la prueba de persecución por equipos (junto con Eduard Gritsun, Alexei Markov y Anton Shantyr).

## Medallero internacional
| Juegos Olímpicos | Juegos Olímpicos          | Juegos Olímpicos | Juegos Olímpicos        |
| Año              | Lugar                     | Medalla          | Competición             |
| ---------------- | ------------------------- | ---------------- | ----------------------- |
| 1996             | Atlanta ( Estados Unidos) | Medalla de plata | Persecución por equipos |